# Ayguetinte
Pour les articles homonymes, voir Aïgue.
Ayguetinte (Aigatinta en gascon) est une commune française située dans le nord du département du Gers, en région Occitanie. Sur le plan historique et culturel, la commune est dans le Pays d'Auch, un territoire céréalier et viticole qui s'est également constitué en pays au sens aménagement du territoire en 2003.
Exposée à un climat océanique altéré, elle est drainée par l'Auloue et par divers autres petits cours d'eau.
Ayguetinte est une commune rurale qui compte 157 habitants en 2022, après avoir connu un pic de population de 367 habitants en 1846.  Elle fait partie de l'aire d'attraction d'Auch. Ses habitants sont appelés les Ayguetintois ou  Ayguetintoises.

## Géographie

### Localisation
La commune est située sur la départementale D 930, traversée par la rivière l'Auloue.

### Communes limitrophes
Les communes limitrophes sont  Beaucaire, Castéra-Verduzan, Larroque-Saint-Sernin, Saint-Puy et Valence-sur-Baïse.
|           | Valence-sur-Baïse | Saint-Puy             |
| Beaucaire | Ayguetinte        | Larroque-Saint-Sernin |
|           | Castéra-Verduzan  |                       |

### Géologie et relief
Ayguetinte se situe en zone de sismicité 1 (sismicité très faible).
La gare d'Ayguetinte se situe à 104,55 mètre d'altitude.

### Hydrographie

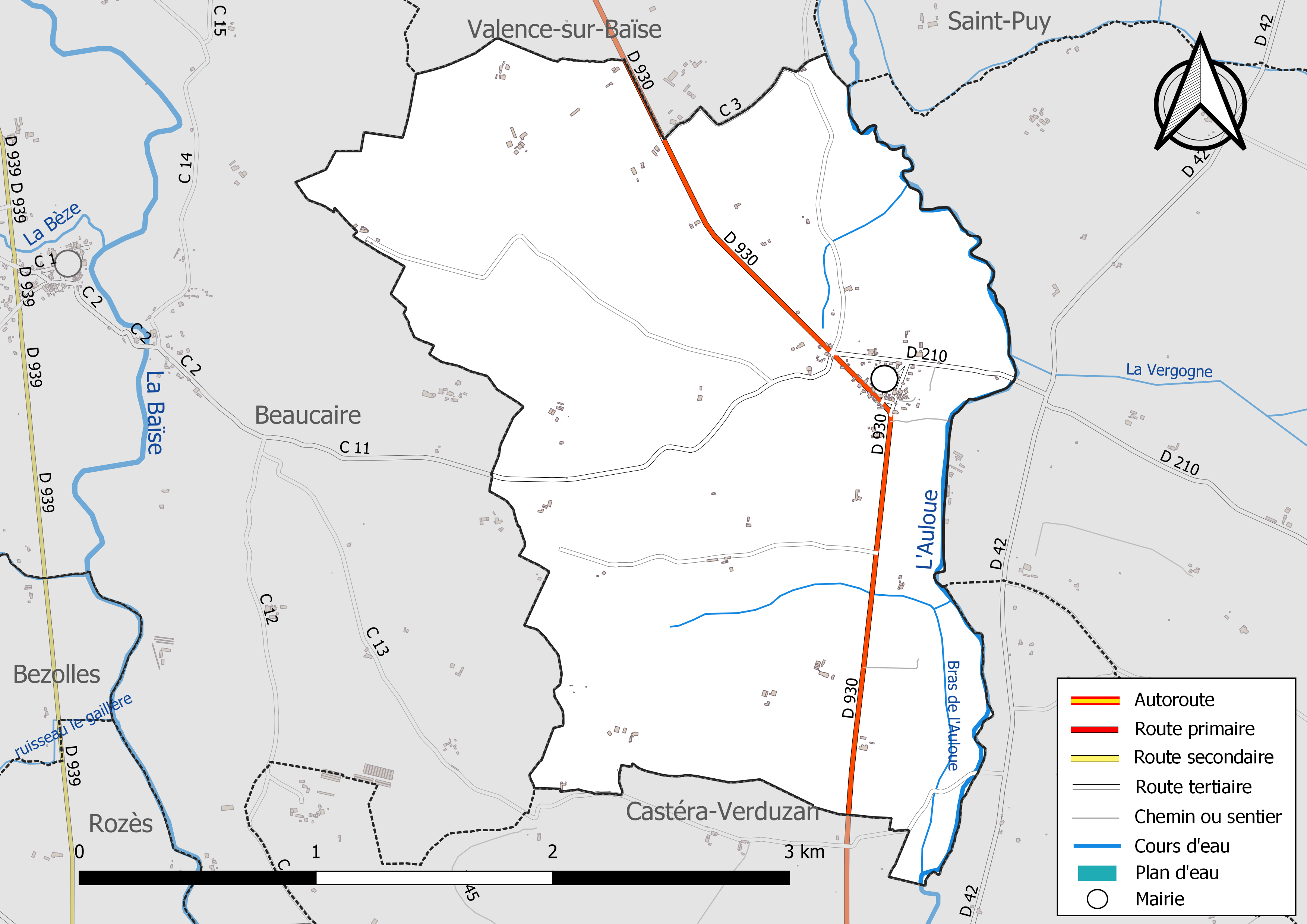
Réseaux hydrographique et routier d'Ayguetinte.

La commune est dans le bassin de la Garonne, au sein du bassin hydrographique Adour-Garonne. Elle est drainée par l'Auloue, un bras de l'Auloue, un bras de l'Auloue, la Vergogne et par deux petits cours d'eau, qui constituent un réseau hydrographique de 6 km de longueur totale,.
L'Auloue, d'une longueur totale de 45,4 km, prend sa source dans la commune de L'Isle-de-Noé et s'écoule vers le nord. Il traverse la commune et se jette dans la Baïse à Valence-sur-Baïse, après avoir traversé 16 communes.

### Climat
Pour des articles plus généraux, voir Climat de l'Occitanie et Climat du Gers.
En 2010, le climat de la commune est de type climat du Bassin du Sud-Ouest, selon une étude s'appuyant sur une série de données couvrant la période 1971-2000. En 2020, Météo-France publie une typologie des climats de la France métropolitaine dans laquelle la commune est exposée à un climat océanique altéré et est dans la région climatique Aquitaine, Gascogne, caractérisée par une pluviométrie abondante au printemps, modérée en automne, un faible ensoleillement au printemps, un été chaud (19,5 °C), des vents faibles, des brouillards fréquents en automne et en hiver et des orages fréquents en été (15 à 20 jours).
Pour la période 1971-2000, la température annuelle moyenne est de 12,7 °C, avec une amplitude thermique annuelle de 15,4 °C. Le cumul annuel moyen de précipitations est de 777 mm, avec 10,6 jours de précipitations en janvier et 6,2 jours en juillet. Pour la période 1991-2020, la température moyenne annuelle observée sur la station météorologique la plus proche, située sur la commune de Beaucaire à 3 km à vol d'oiseau, est de 13,8 °C et le cumul annuel moyen de précipitations est de 775,9 mm,. Pour l'avenir, les paramètres climatiques de la commune estimés pour 2050 selon différents scénarios d'émission de gaz à effet de serre sont consultables sur un site dédié publié par Météo-France en novembre 2022.

### Milieux naturels et biodiversité
Aucun espace naturel présentant un intérêt patrimonial n'est recensé sur la commune dans l'inventaire national du patrimoine naturel,,.

## Urbanisme

### Typologie
Au 1er janvier 2024, Ayguetinte est catégorisée commune rurale à habitat dispersé, selon la nouvelle grille communale de densité à sept niveaux définie par l'Insee en 2022.
Elle est située hors unité urbaine. Par ailleurs la commune fait partie de l'aire d'attraction d'Auch, dont elle est une commune de la couronne,. Cette aire, qui regroupe 112 communes, est catégorisée dans les aires de 50 000 à moins de 200 000 habitants,.

### Occupation des sols
L'occupation des sols de la commune, telle qu'elle ressort de la base de données européenne d’occupation biophysique des sols Corine Land Cover (CLC), est marquée par l'importance des territoires agricoles (100 % en 2018), une proportion identique à celle de 1990 (100 %). La répartition détaillée en 2018 est la suivante : 
terres arables (76,8 %), prairies (12,6 %), zones agricoles hétérogènes (9 %), cultures permanentes (1,5 %). L'évolution de l’occupation des sols de la commune et de ses infrastructures peut être observée sur les différentes représentations cartographiques du territoire : la carte de Cassini (XVIIIe siècle), la carte d'état-major (1820-1866) et les cartes ou photos aériennes de l'IGN pour la période actuelle (1950 à aujourd'hui).

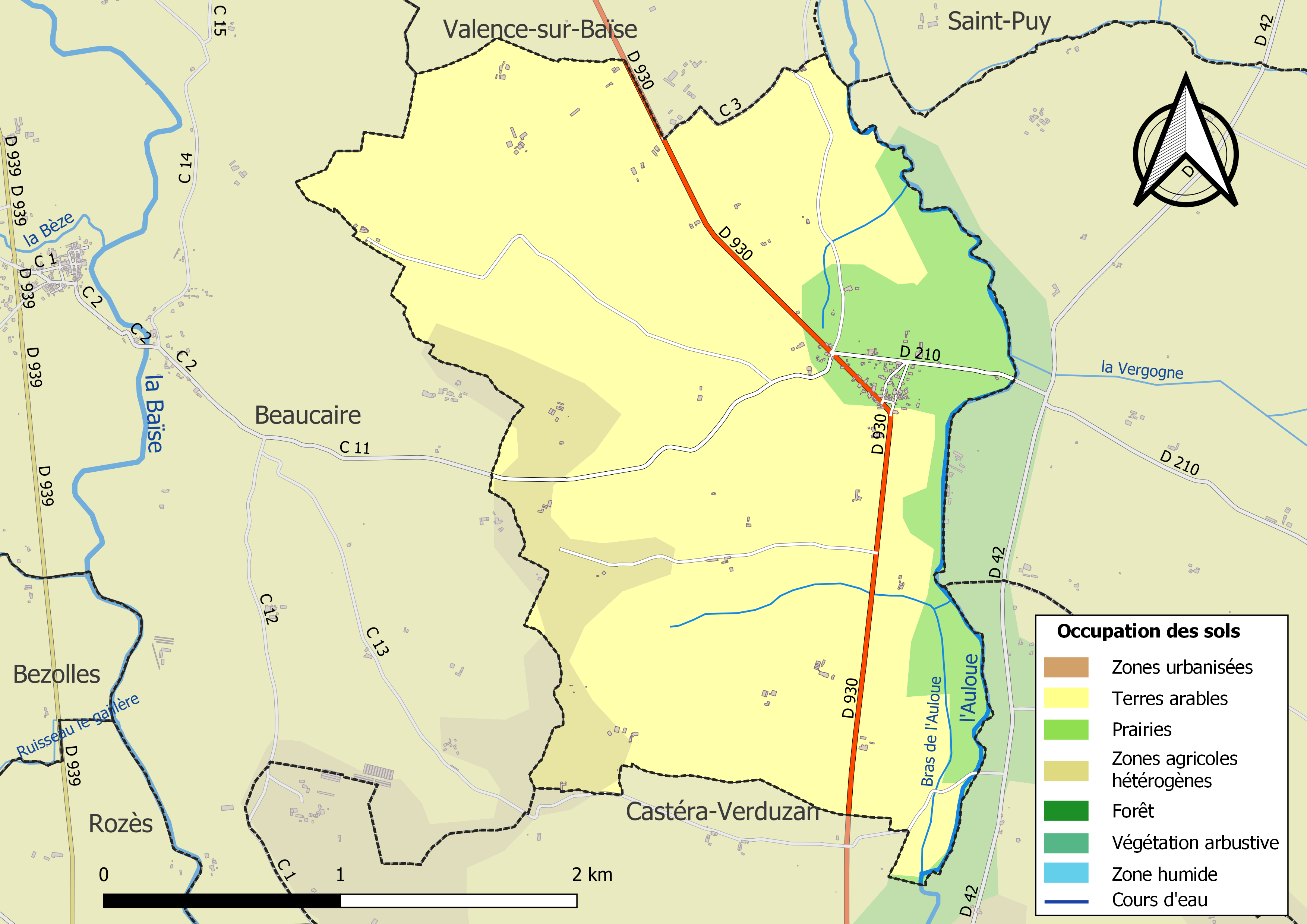
Carte des infrastructures et de l'occupation des sols de la commune en 2018 (CLC).

### Voies de communication et transports

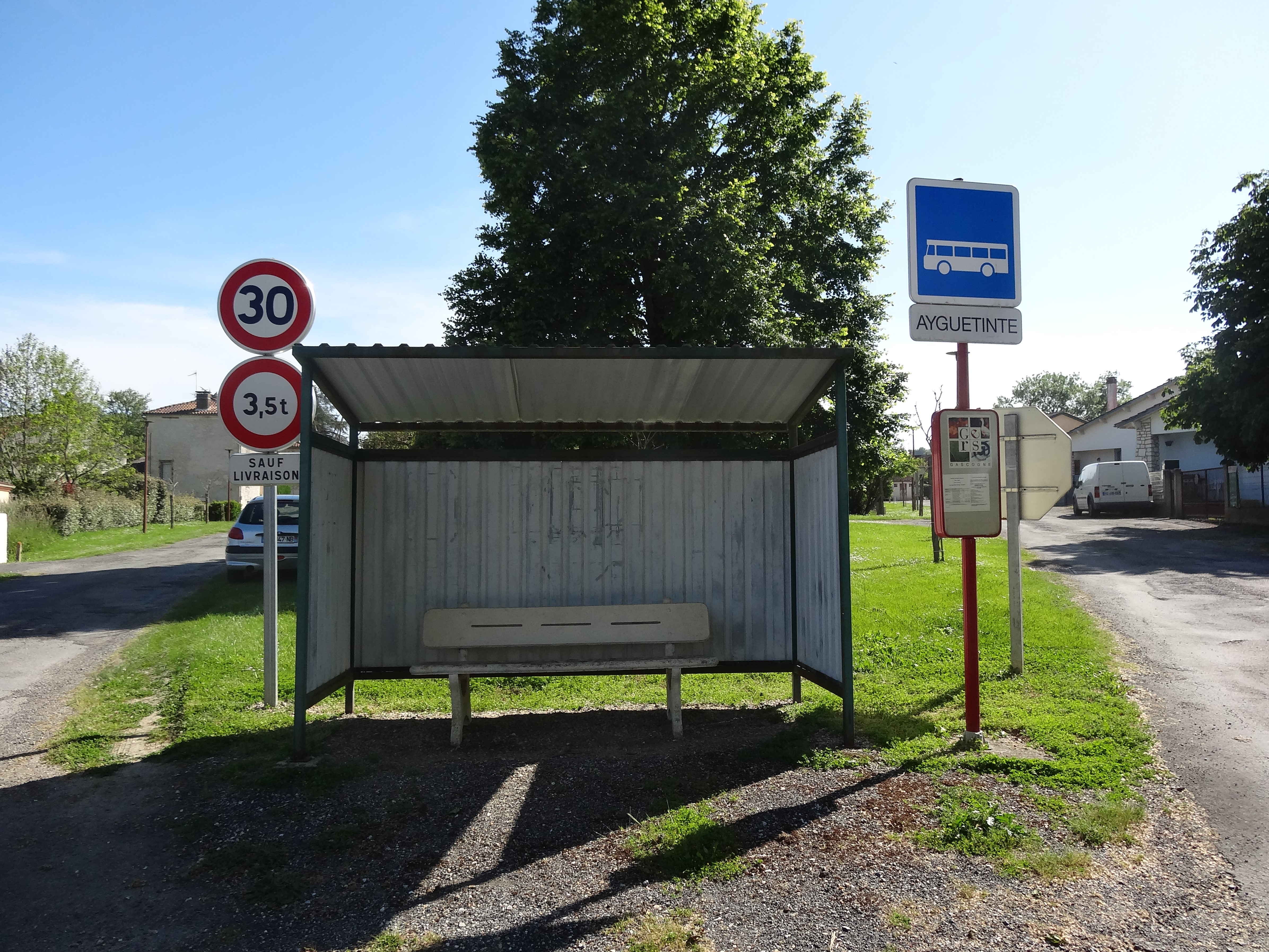
Arrêt de bus.

La ligne 951 du réseau liO relie la commune à Auch et à Condom.
Pendant 10 ans, la ligne de train allant à Auch était en service, de 1928 à 1938.

### Risques majeurs
Le territoire de la commune d'Ayguetinte est vulnérable à différents aléas naturels : météorologiques (tempête, orage, neige, grand froid, canicule ou sécheresse), inondations et séisme (sismicité très faible). Un site publié par le BRGM permet d'évaluer simplement et rapidement les risques d'un bien localisé soit par son adresse soit par le numéro de sa parcelle.
Certaines parties du territoire communal sont susceptibles d’être affectées par le risque d’inondation par débordement de cours d'eau, notamment l'Auloue. La cartographie des zones inondables en ex-Midi-Pyrénées réalisée dans le cadre du XIe Contrat de plan État-région, visant à informer les citoyens et les décideurs sur le risque d’inondation, est accessible sur le site de la DREAL Occitanie. La commune a été reconnue en état de catastrophe naturelle au titre des dommages causés par les inondations et coulées de boue survenues en 1999, 2009, 2013, 2018 et 2020,.

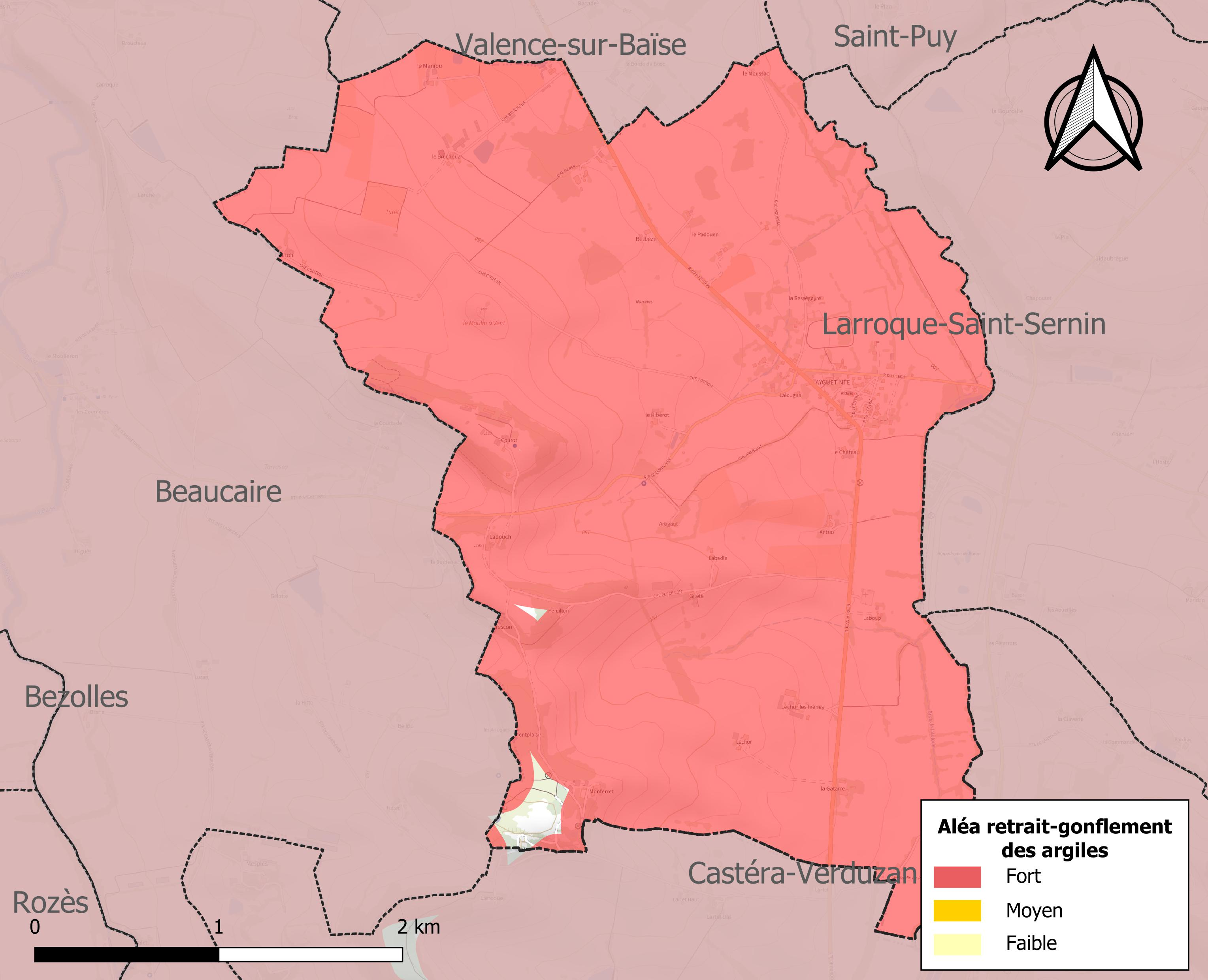
Carte des zones d'aléa retrait-gonflement des sols argileux d'Ayguetinte.

Le retrait-gonflement des sols argileux est susceptible d'engendrer des dommages importants aux bâtiments en cas d’alternance de périodes de sécheresse et de pluie. 99,1 % de la superficie communale est en aléa moyen ou fort (94,5 % au niveau départemental et 48,5 % au niveau national). Sur les 104 bâtiments dénombrés sur la commune en 2019, 103 sont en aléa moyen ou fort, soit 99 %, à comparer aux 93 % au niveau départemental et 54 % au niveau national. Une cartographie de l'exposition du territoire national au retrait gonflement des sols argileux est disponible sur le site du BRGM,.
Par ailleurs, afin de mieux appréhender le risque d’affaissement de terrain, l'inventaire national des cavités souterraines permet de localiser celles situées sur la commune.
Concernant les mouvements de terrains, la commune a été reconnue en état de catastrophe naturelle au titre des dommages causés par la sécheresse en 1989, 2002 et 2003 et par des mouvements de terrain en 1999.

## Toponymie
Attestée sous les formes Aiguetinte en 1801, Ayguetinte depuis 1930[réf. nécessaire].
Ayguetinte vient du patois « Aigo Tinto » qui veut dire : « eau teintée »[réf. nécessaire].

## Politique et administration

### Liste des maires

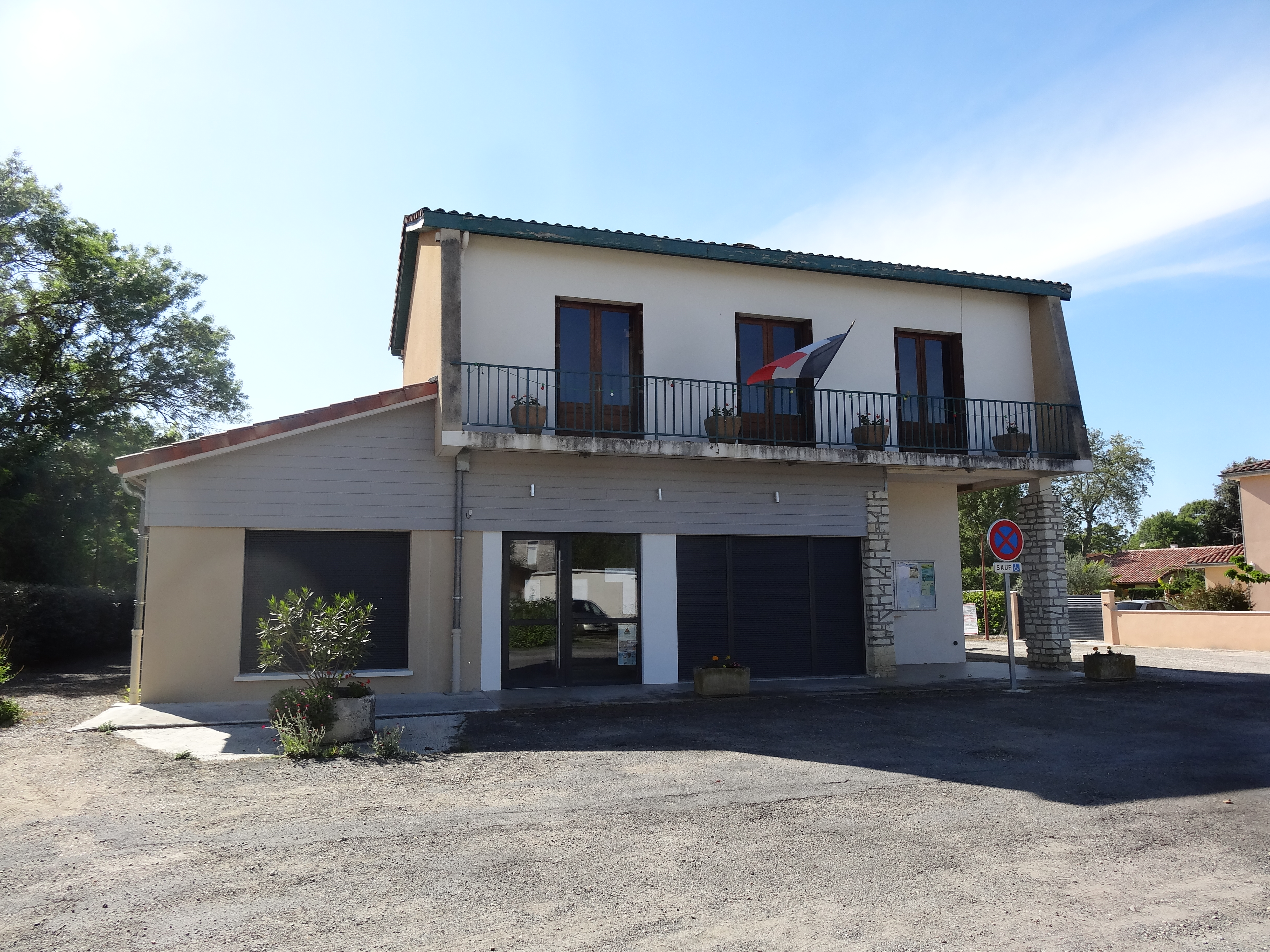
La mairie.

| Période                                  | Période  | Identité          | Étiquette           | Qualité     |
| ---------------------------------------- | -------- | ----------------- | ------------------- | ----------- |
| avant 1981                               | ?        | Gabriel Duffour   | PCF                 |             |
| avant 1995                               | ?        | Georges Jean      | PCF                 |             |
| 2001                                     | En cours | Francis Ballérini | Droite/Extr. Droite | Agriculteur |
| Les données manquantes sont à compléter. |          |                   |                     |             |

1861. Pouy jean baptiste

## Population et société

### Démographie
| 1793 | 1800 | 1806 | 1821 | 1831 | 1841 | 1846 | 1851 | 1856 |
| ---- | ---- | ---- | ---- | ---- | ---- | ---- | ---- | ---- |
| 280  | 315  | 273  | 313  | 323  | 353  | 367  | 360  | 331  |

| 1861 | 1866 | 1872 | 1876 | 1881 | 1886 | 1891 | 1896 | 1901 |
| ---- | ---- | ---- | ---- | ---- | ---- | ---- | ---- | ---- |
| 315  | 337  | 322  | 313  | 313  | 314  | 303  | 263  | 257  |

| 1906 | 1911 | 1921 | 1926 | 1931 | 1936 | 1946 | 1954 | 1962 |
| ---- | ---- | ---- | ---- | ---- | ---- | ---- | ---- | ---- |
| 239  | 255  | 236  | 250  | 229  | 256  | 242  | 208  | 222  |

| 1968 | 1975 | 1982 | 1990 | 1999 | 2004 | 2006 | 2009 | 2014 |
| ---- | ---- | ---- | ---- | ---- | ---- | ---- | ---- | ---- |
| 199  | 173  | 172  | 162  | 152  | 172  | 175  | 183  | 165  |

| 2019 | 2022 | - | - | - | - | - | - | - |
| ---- | ---- | - | - | - | - | - | - | - |
| 162  | 157  | - | - | - | - | - | - | - |

### Enseignement
Il n'y a pas d'école à Ayguetinte. Les étudiants vont à l’école dans la commune de Castéra-Verduizan

### Manifestations culturelles et festivités
- Fête : 15 août, qui est aussi la Sainte Marie, rapport à l'attache anciennement très catholique de ce village.

## Économie

### Revenus
En 2018  (données Insee publiées en septembre 2021), la commune compte 77 ménages fiscaux, regroupant 166 personnes. La médiane du revenu disponible par unité de consommation est de 21 030 € (20 820 € dans le département).

### Emploi
|                | 2008  | 2013  | 2018  |
| -------------- | ----- | ----- | ----- |
| Commune        | 4,7 % | 2 %   | 2,2 % |
| Département    | 6,1 % | 7,5 % | 8,2 % |
| France entière | 8,3 % | 10 %  | 10 %  |

En 2018, la population âgée de 15 à 64 ans s'élève à 89 personnes, parmi lesquelles on compte 73 % d'actifs (70,8 % ayant un emploi et 2,2 % de chômeurs) et 27 % d'inactifs,. Depuis 2008, le taux de chômage communal (au sens du recensement) des 15-64 ans est inférieur à celui de la France et du département.
La commune fait partie de la couronne de l'aire d'attraction d'Auch, du fait qu'au moins 15 % des actifs travaillent dans le pôle,. Elle compte 26 emplois en 2018, contre 36 en 2013 et 31 en 2008. Le nombre d'actifs ayant un emploi résidant dans la commune est de 66, soit un indicateur de concentration d'emploi de 39,4 % et un taux d'activité parmi les 15 ans ou plus de 47,9 %.
Sur ces 66 actifs de 15 ans ou plus ayant un emploi, 18 travaillent dans la commune, soit 27 % des habitants. Pour se rendre au travail, 80,3 % des habitants utilisent un véhicule personnel ou de fonction à quatre roues, 3 % s'y rendent en deux-roues, à vélo ou à pied et 16,7 % n'ont pas besoin de transport (travail au domicile).

### Activités hors agriculture
20 établissements sont implantés  à Ayguetinte au 31 décembre 2019.
Le secteur du commerce de gros et de détail, des transports, de l'hébergement et de la restauration est prépondérant sur la commune puisqu'il représente 35 % du nombre total d'établissements de la commune (7 sur les 20 entreprises implantées  à Ayguetinte), contre 27,7 % au niveau départemental.

### Agriculture
La commune est dans le Ténarèze, une petite région agricole occupant le centre du département du Gers, faisant transition entre lʼAstarac “pyrénéen”, dont elle est originaire et dont elle prolonge et atténue le modelé, et la Gascogne garonnaise dont elle annonce le paysage. En 2020, l'orientation technico-économique de l'agriculture  sur la commune est la polyculture et/ou le polyélevage.
|               | 1988 | 2000 | 2010  | 2020 |
| ------------- | ---- | ---- | ----- | ---- |
| Exploitations | 16   | 15   | 15    | 12   |
| SAU (ha)      | 604  | 779  | 1 052 | 779  |

Le nombre d'exploitations agricoles en activité et ayant leur siège dans la commune est passé de 16 lors du recensement agricole de 1988  à 15 en 2000 puis à 15 en 2010 et enfin à 12 en 2020, soit une baisse de 25 % en 32 ans. Le même mouvement est observé à l'échelle du département qui a perdu pendant cette période 51 % de ses exploitations,. La surface agricole utilisée sur la commune a quant à elle augmenté, passant de 604 ha en 1988 à 779 ha en 2020. Parallèlement la surface agricole utilisée moyenne par exploitation a augmenté, passant de 38 à 65 ha.

### Entreprises et commerces
Vente libre de vins, floc et d'armagnac sur la route de Castéra-Verduzan sur la D930.

## Culture locale et patrimoine

### Lieux et monuments

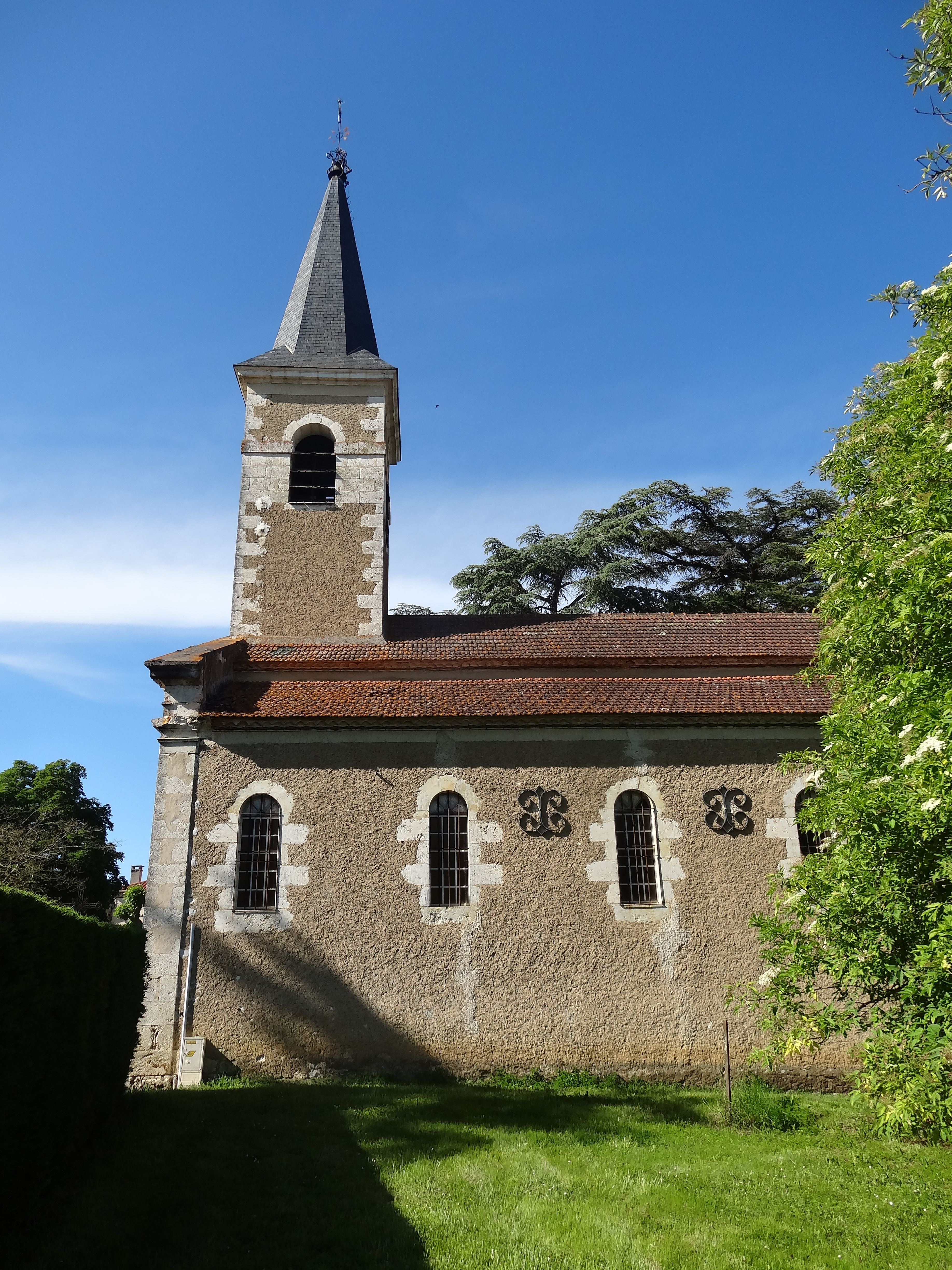
L'église Sainte-Radegonde.

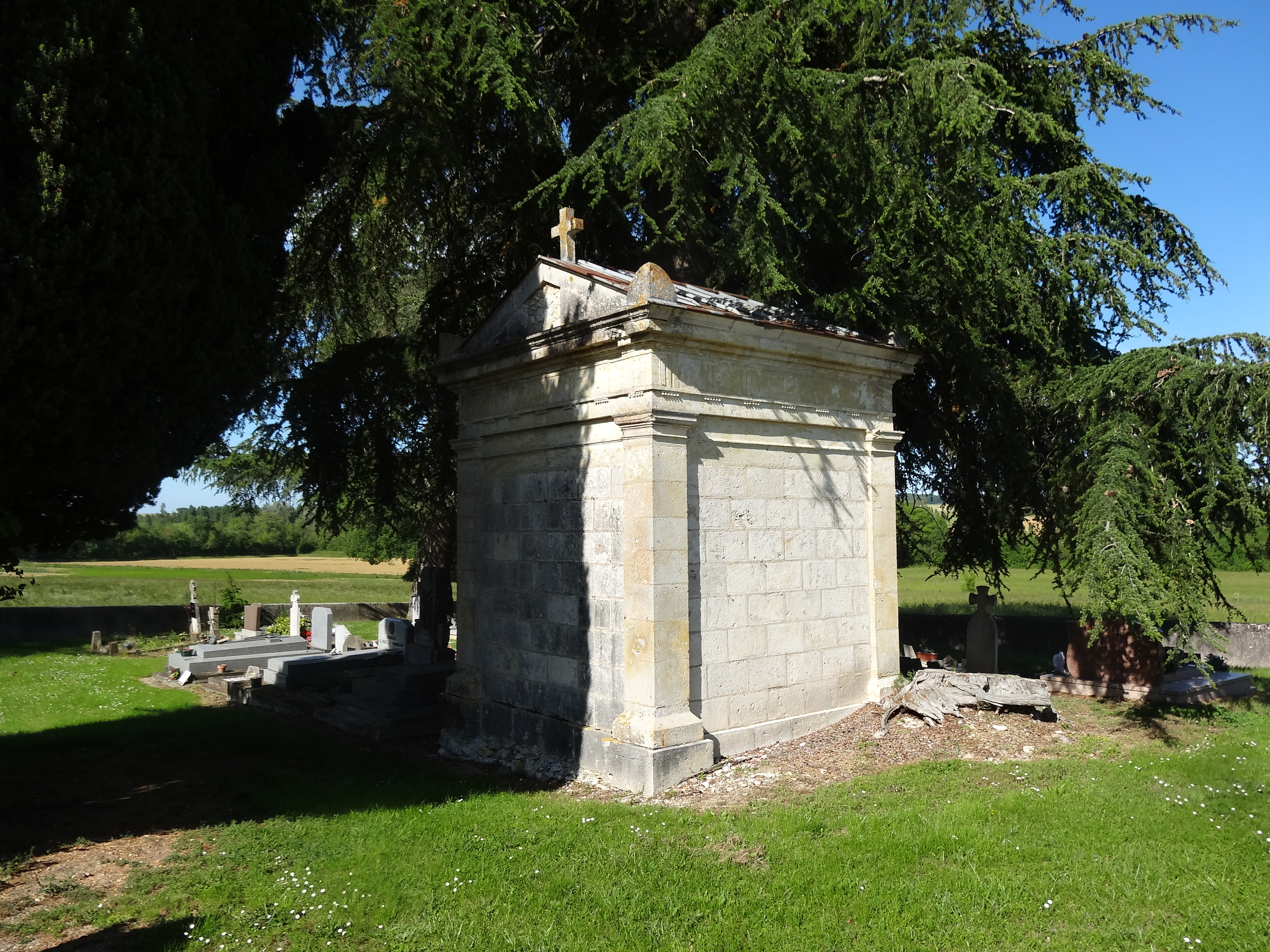
La chapelle du cimetière.

La commune abrite les monuments suivants :
- Une ancienne maison forte, entourée de douves ;
- L'église Sainte-Radegonde[32] ;
- La chapelle du cimetière datant du XIXe siècle[32] ;
- Un ancien moulin à vent.
- La gare d'Ayguetinte qui est désormais depuis 3 générations dans la famille Barbé.

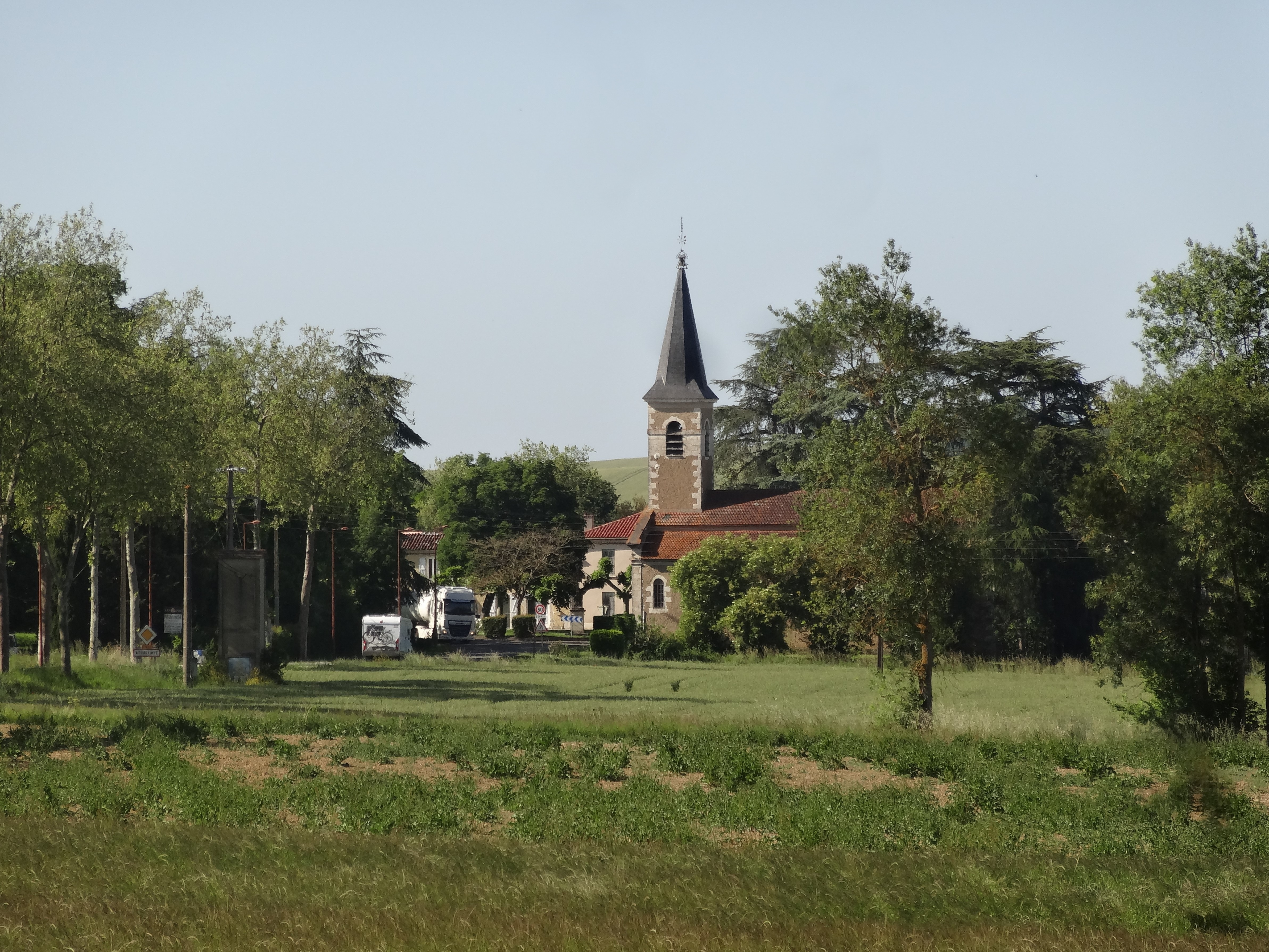
Le village vu depuis le cimetière.
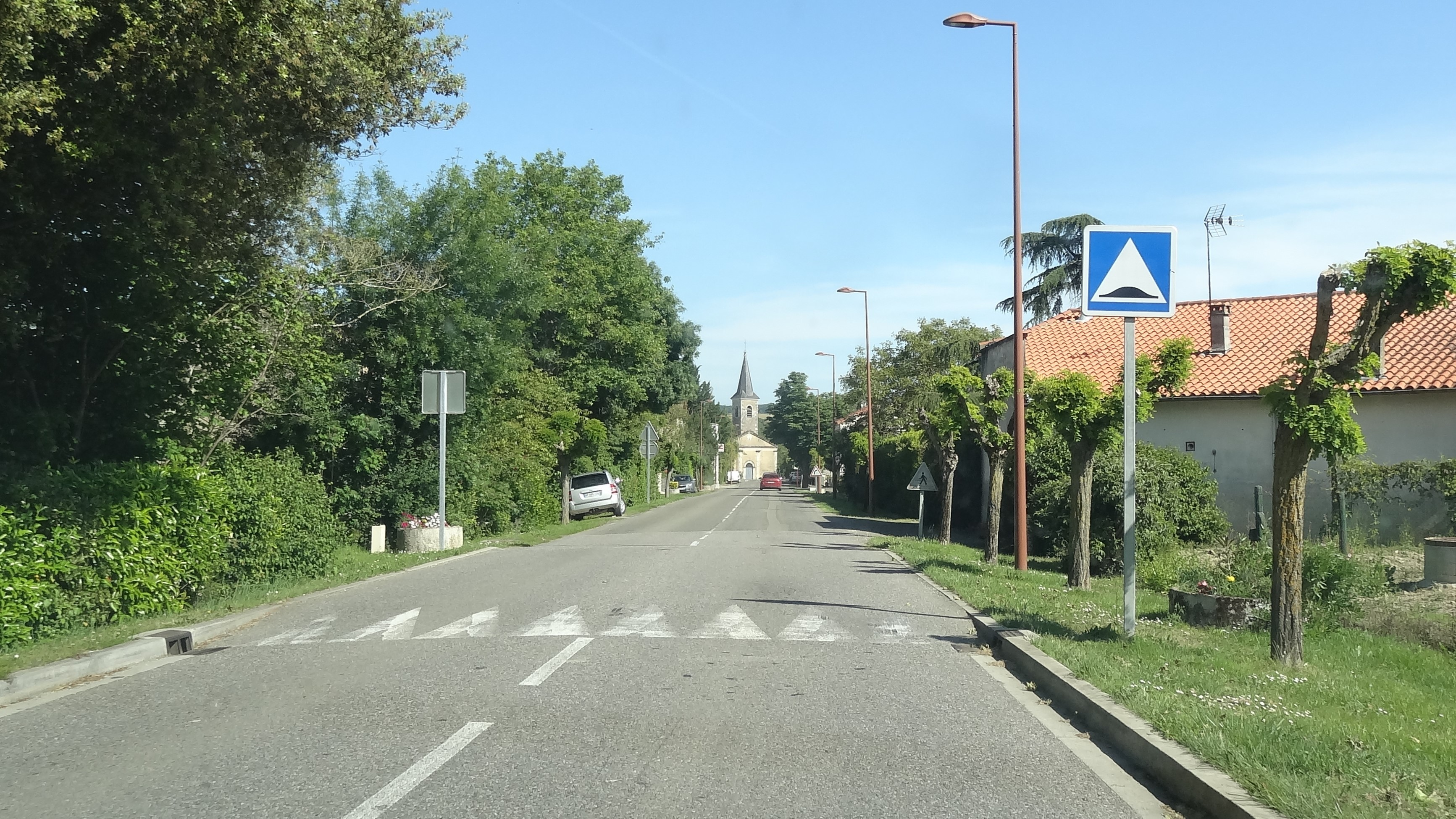
Rue principale.
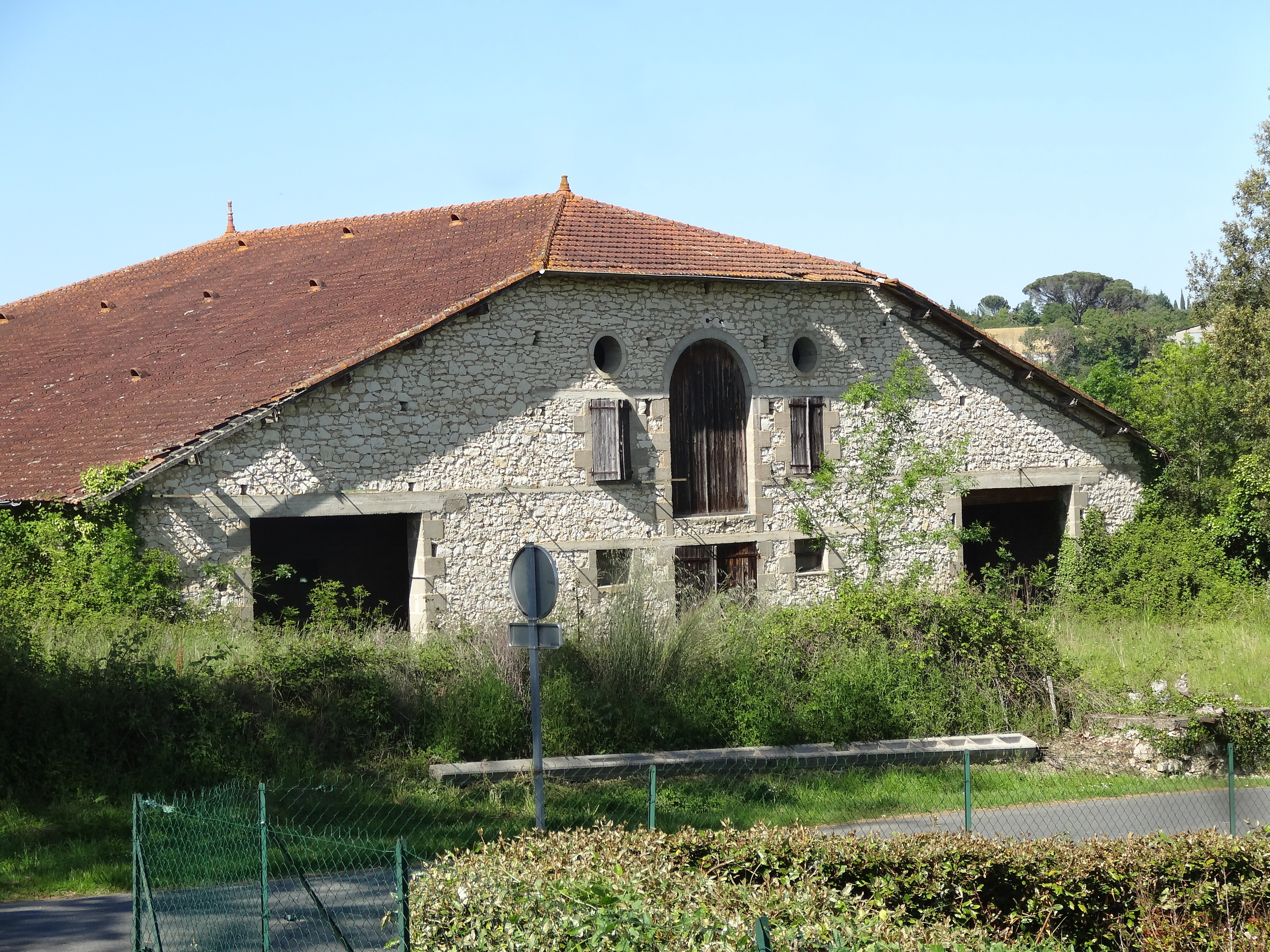
Bâtiment traditionnel.
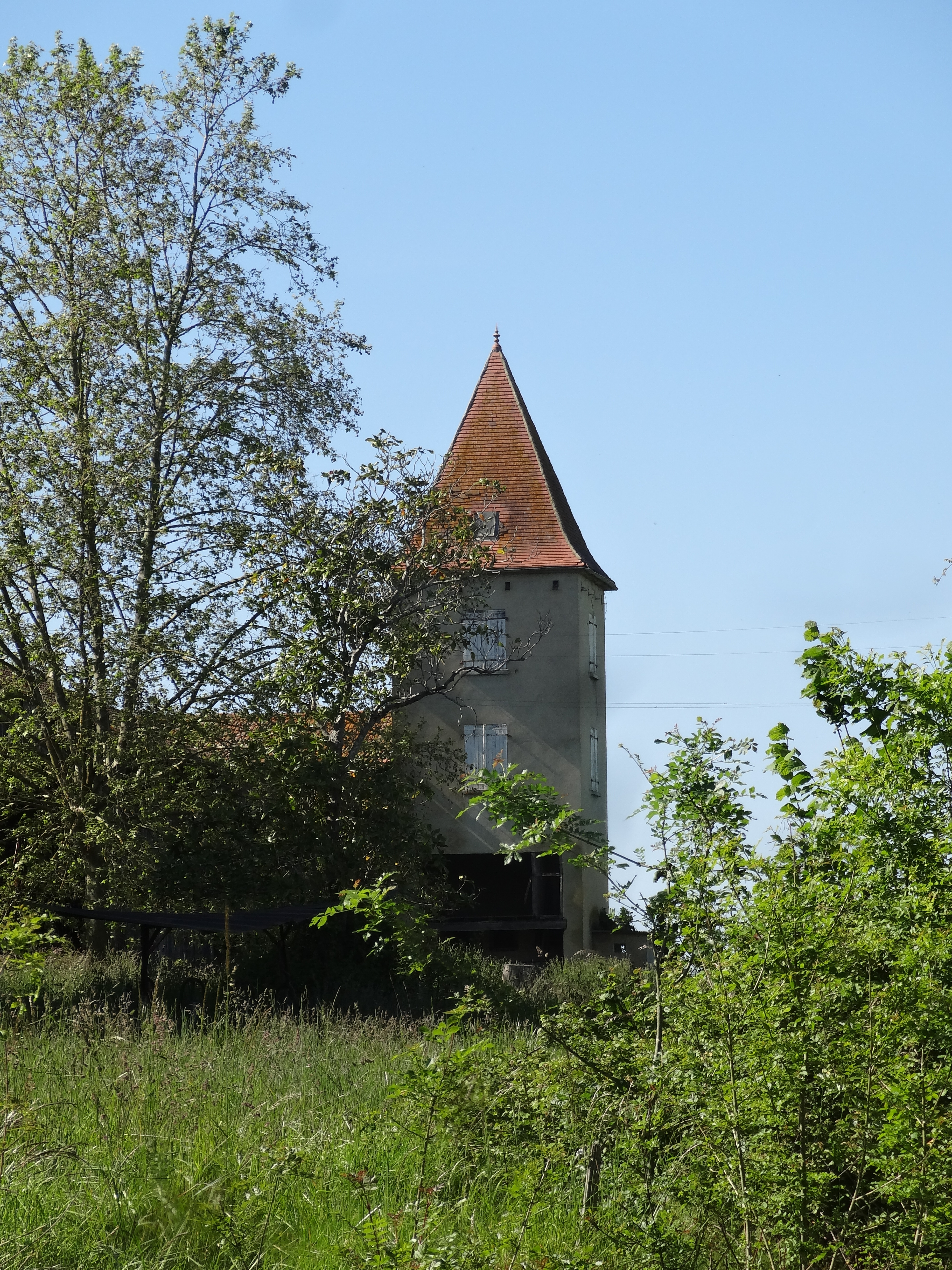
Tour d'habitation.
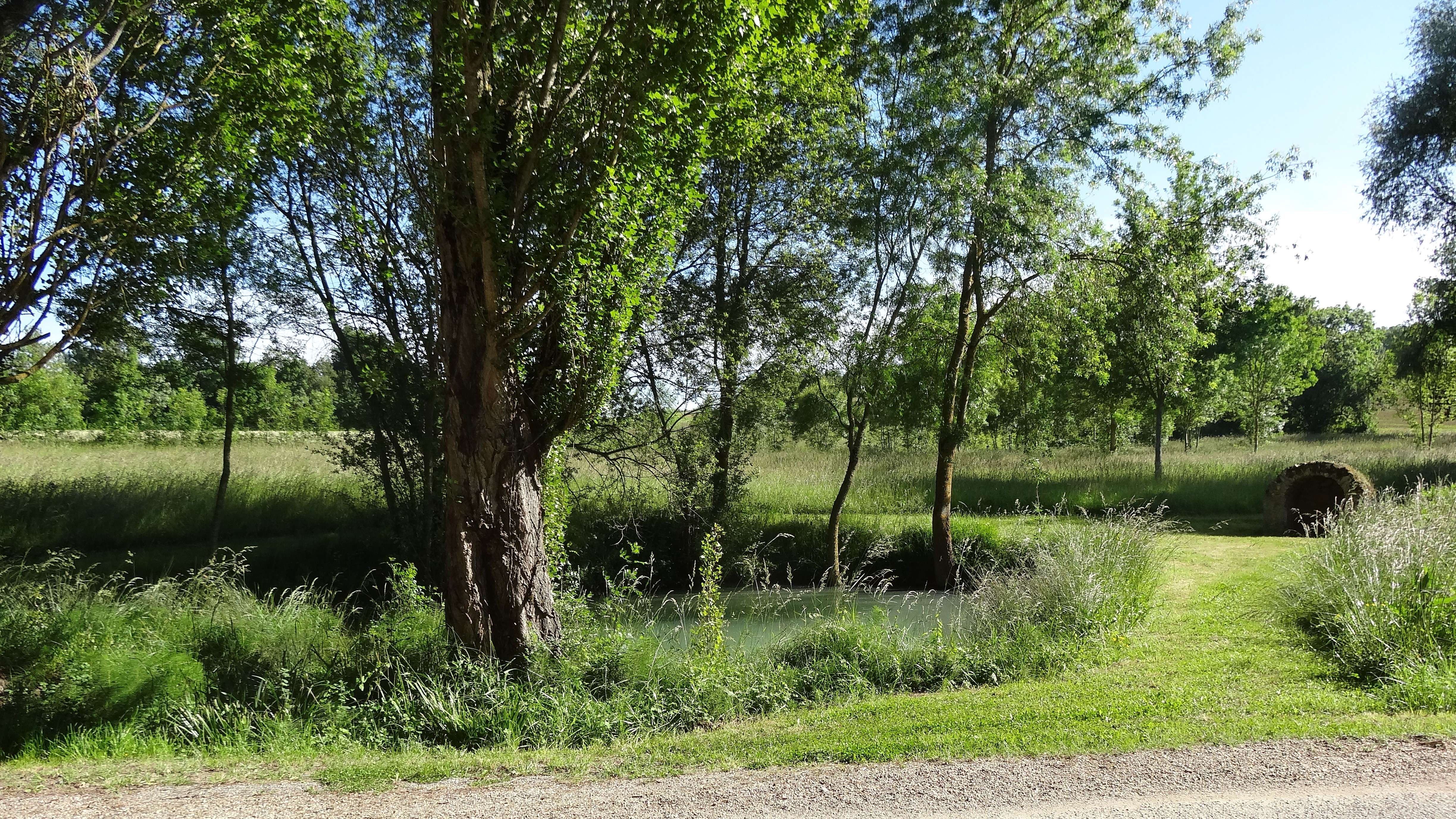
Une fontaine et une mare.
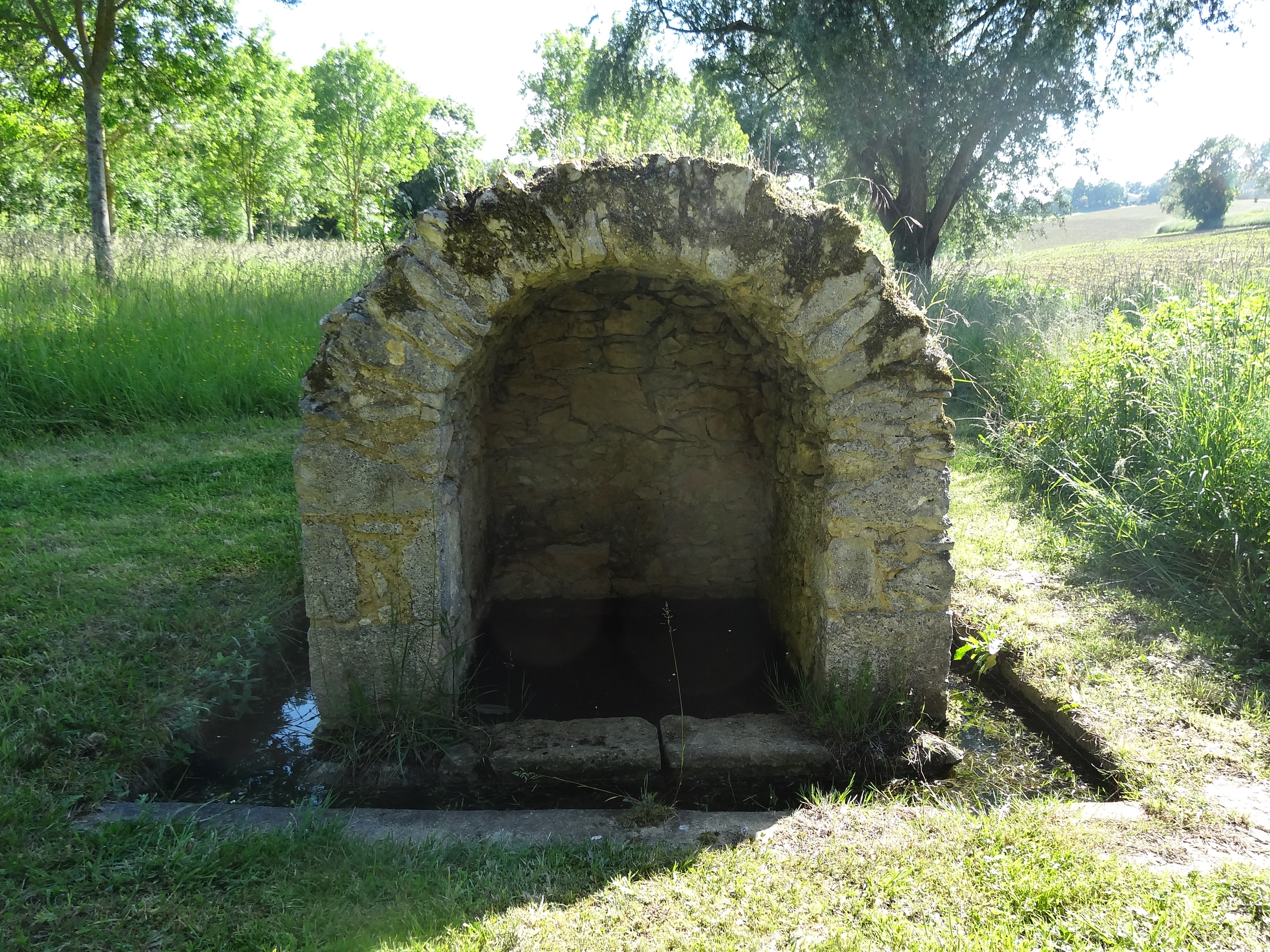
Vue rapprochée.
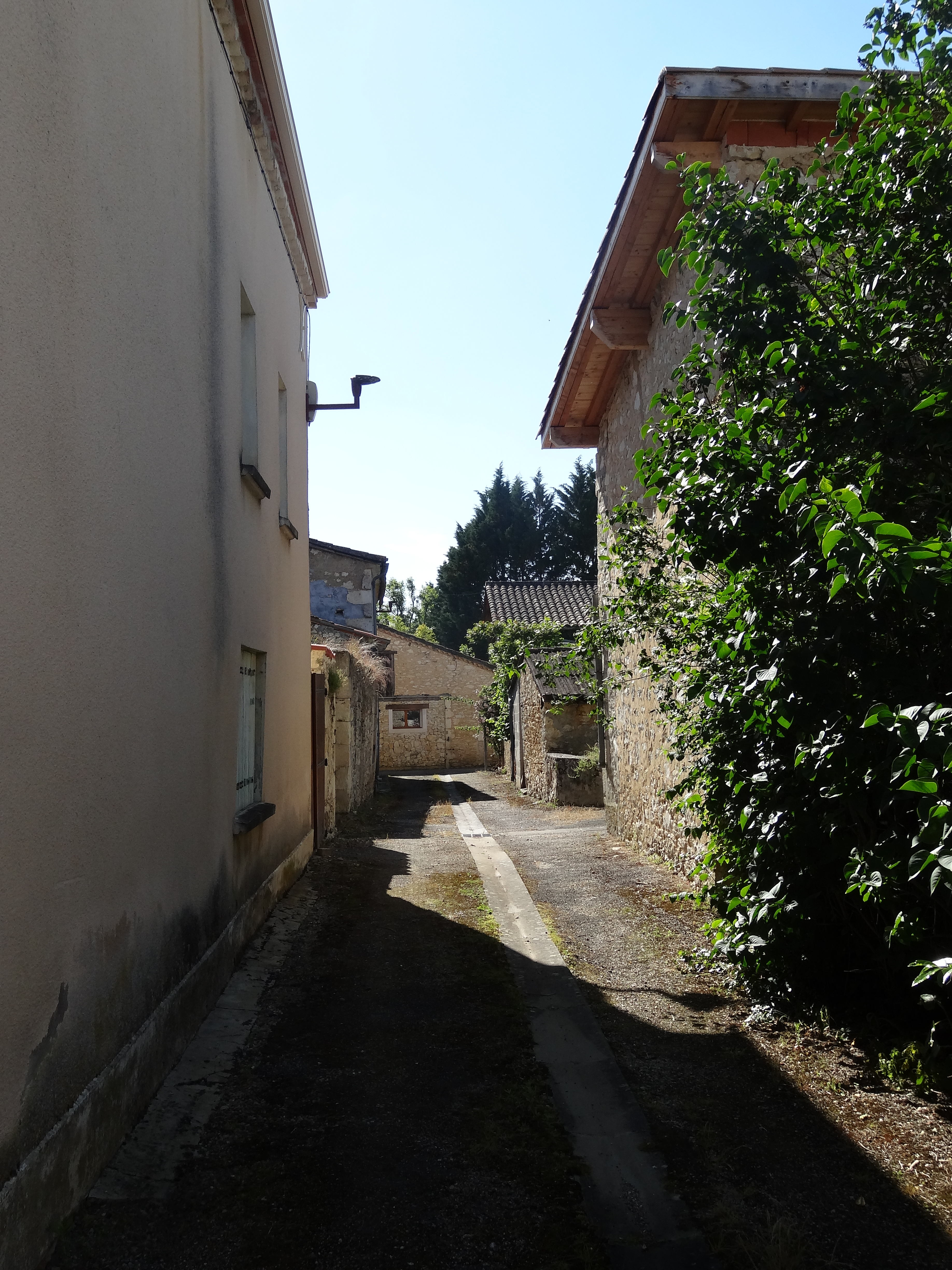
Une rue du village.
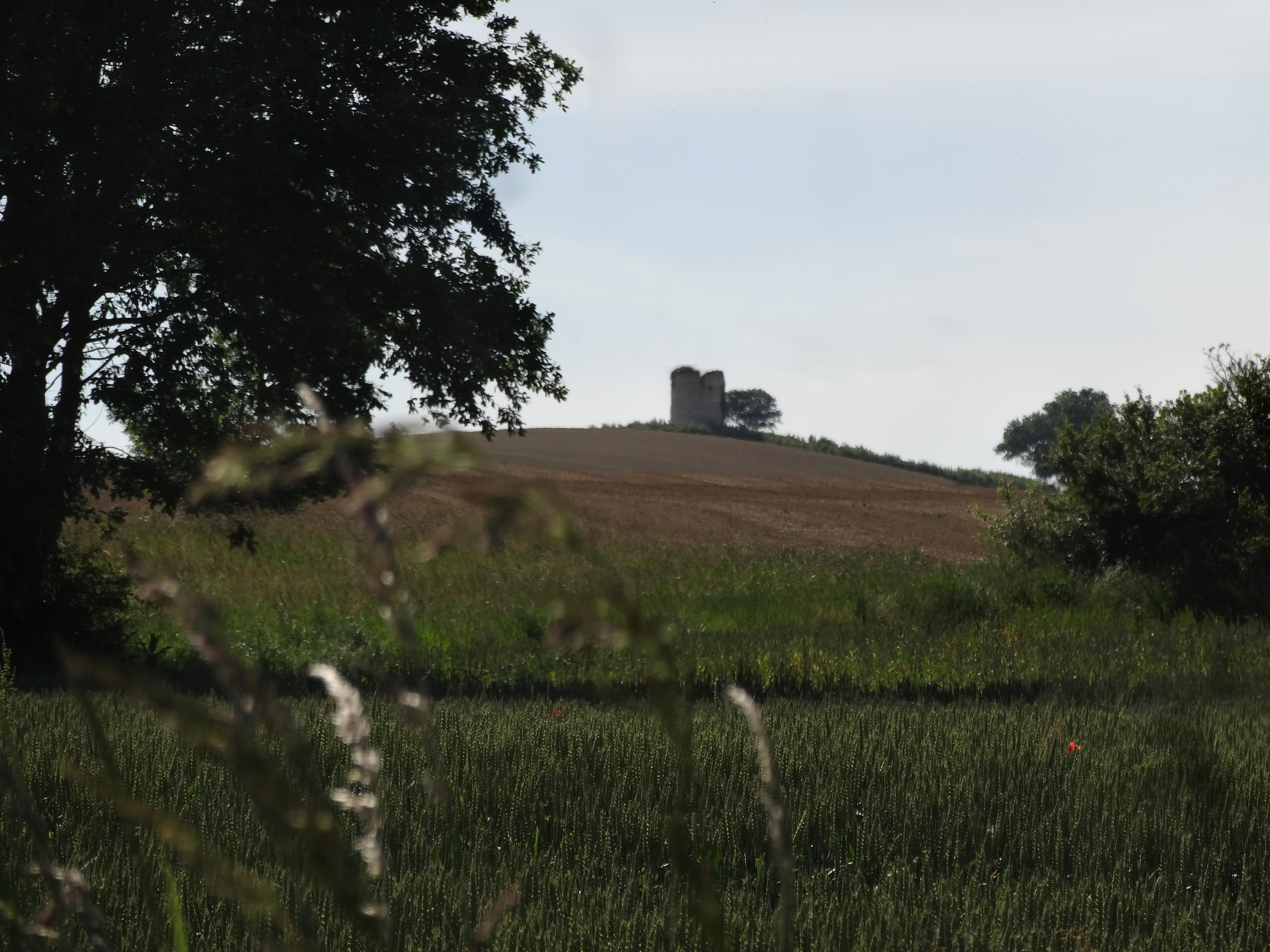
Le moulin à vent désaffecté.

### Personnalités liées à la commune
- Joseph Raulin (1708-1784) : natif de la commune, médecin-accoucheur ; il fut notamment le médecin ordinaire de Louis XV.